# Gustaf Tunasson (Vingätten)
Gustaf Tunasson (Vingätten), Fagranäs i Södra Vings socken, född omkring 1293, död efter 1357 och före 1363, var en svensk lagman och riksråd.

## Biografi
Han är omnämnd från 1315 till 1357, möjligen även 1363 när riddaren Gustav Tuneson (Vingätten) ingår en förlinking med sin svåger Magnus Gudmarsson (Ulvåsaätten) (död 21 september 1363) :
| ”                                           | Gustav Tuneson (Ving-ätten), riddare, erkänner sig vara skyldig sin svåger herr Magnus Gudmarsson (Ulvåsa-ätten) 30 lödiga mark kölnsk vikt och pantsätter ”Uddatorp” i Ydre med kvarn att återlösas före nästkommande Mårtensmäss (1/11) | „ |
| – Svenskt Diplomatariums huvudkartotek 8059 | |   |

Han var lagman i Värmlands lagsaga 1339-1348.
Han var ägare till Fagranäs, som ofta identifieras med en borgruin i Södra Vings socken, hövitsman på Hunehals, följde heliga Birgitta till Rom. Begravd i Varnhems kloster.
En utgrävning gjordes 2014 av en borg (Fagranäs) i Hökerum som antas bebodd av Gustaf Tunasson.

### Familj
Gustaf Tunasson var 1337 gift första gången med Katarina Gudmarsdotter (död mellan 1344–1350), dotter till riddare och lagmannen Gudmar Magnusson (Ulvåsaätten) i Västergötlands lagsaga och Margareta Ulsdotter (lejon).
Han var andra gången gift 20 januari 1350 med Mekthild Lydersdotter, dotter till riddaren Lydert van Kyren. Hon var änka till riddaren Algot Magnusson (Algotssönernas ätt).